# Božo Vodušek
Božo Vodušek, slovenski pesnik, prevajalec, esejist, jezikoslovec in literarni zgodovinar, * 30. januar 1905, Ljubljana, † 28. julij 1978, Ljubljana.

## Življenjepis
Rodil se je kot četrti otrok in prvi sin v številni družini Božidarja Voduška, ki je bil ugledni ljubljanski odvetnik, in Mariji r. Prelesnik. V Ljubljani je v letih 1912 in 1916 obiskoval osnovno šolo, med 1916 in 1924 pa klasično gimnazijo in se nato vpisal na študij romanistike na Filozofski fakulteti v Ljubljani, vendar je večji del študija preživel v tujini – Münchnu, Dunaju, Parizu in Pragi. Leta 1928 je v Ljubljani diplomiral iz francoske literature s teorijo in latinščine. Ker po dokončanem študiju ni dobil ustreznega delovnega mesta, se je vpisal še na pravno fakulteto, kjer je študij dokončal leta 1932. Na božič 1931 je spoznal Marijo Gorše, s katero se je leta 1941 poročil, vendar zakonca nista imela otrok. Kot odvetniški pripravnik je bil med letoma 1932 in 1939 v službi v Ljubljani, Višnji Gori, na Ptuju in v Mariboru, obenem je delal kot svobodni pisatelj. Avgusta 1939 je postal samostojni odvetnik v Črnomlju. Septembra 1943 se je pridružil partizanom; po letu 1945 je v Ljubljani opravljal razna upravna dela. 1948 je prijavil disertacijo na slavistiki ljubljanske Filozofske fakultete in se pripravljal na univerzitetno kariero, 1953 pa je postal znanstveni sodelavec v Inštitutu za slovenski jezik pri SAZU, kjer sprva vodil pripravljalno delo za Slovar slovenskega knjižnega jezika, leta 1958 postal načelnik leksikološke sekcije (do 1961) in 1960 znanstveni svetnik. Leta 1962 se je delno upokojil. Pred dokončno upokojitvijo leta 1973 se je ukvarjal predvsem z jezikoslovjem in s prevajanjem poezije. Zadnja leta svojega življenja je preživljal malo v Ljubljani in malo v Piranu, kjer je imel stanovanje na Tartinijevem trgu.

## Delo
Osrednji del Voduškovega ustvarjanja zavzemajo pesmi. Prve pesmi in prevode je objavil v rokopisnem dijaškem listu Plamen. Med študijem je pesmi objavljal v Križu na gori in pozneje Križu. Sočasno je nekatere pesmi objavljal v Domu in svetu, kjer se je pridružil katoliškemu kulturnemu krogu in v njem ostal do začetka tridesetih let. Iz ekspresionističnih pesniških začetkov se je v 30. letih preusmeril v intelektualno zahtevno kritično in satirično poezijo nove stvarnosti, oblikovano v sonetih in romanskih baladah. Najznačilnejše pesmi iz zrelega obdobja so Nezadovoljni Narcis, Onstranski obup, Pastel, Začarani krog. Po letu 1931 se je ločil od Doma in sveta ter od katoliškega kulturnega kroga. Postal je najvidnejši predstavnik eksistencializma. Prehod od ekspresionizma v eksistencializem je izpeljal s pesmimi, objavljenimi v zborniku Krog: Pomladni veter, Pesem ob ločitvi, Zdravica v ranem jutru. Leta 1934 je začel objavljati v Sodobnosti. Od leta 1935 pa je objavljal samo še v Modri ptici, Ljubljanskem zvonu, Obzorjih. Pesniška zbirka Odčarani svet je izšla 1939 pri založbi Modri ptici. Med drugo svetovno vojno in po njej v javnem življenju ni deloval. Znova je začel objavljati pesmi med letoma 1950 in 1956. Pesmi Rojstvo Adamovo, Ko smo Prometeji neugnani, Bleščeča tihota visokega dne, Odisejski motiv sodijo med najvišje dosežke povojne poezije. Odrekel se je zvočnosti in mehki ritmičnosti novoromantičnega verza, zavrgel tudi patos ekspresionizma in si zgradil razumsko zapleten jezik z zamotano skladnjo. S slogom in verznim ritmom je prenovil klasične oblike, zlasti sonet. Leta 1967 je za Izbrane pesmi dobil Prešernovo nagrado.
Eseje je objavljal v Križu na gori, Domu in svetu, zborniku Krog, v Sodobnosti, Ljubljanskem zvonu. Leta 1937 je objavil psihološko kritično razpravo o Ivanu Cankarju v samostojni knjigi.
V mladosti je prevajal pesmi G. Trakla in nadaljeval s prevodi del A. S. Puškina, vrh je dosegel s prevajanjem Goethejevih in Baudelairovih del. Prevedel je tudi nekaj proznih del (A. Gide, T. Dreiser, A. France, I. Silone, J. Conrad).
Za Voduškovo jezikovno delovanje je bilo pomembno študijsko izpopolnjevanje v Parizu (1925–27) in Pragi (1928–29). Zanimala so ga predvsem vprašanja družbenosti jezika, njegova izrazna podoba in leksikografsko delo. Z razpravo Za preureditev nazora o jeziku je posegel v tradicionalistično slovensko jezikoslovje predvsem z jezikovnim funkcionalizmom kot pomembnim načelom knjižno-jezikovne ustreznosti. Ob izidu Slovenskega pravopisa je bil v razpravah kritičen do neupoštevanja socialno in funkcijskozvrstne členitve jezika.
Božo Vodušek je obravnavan v osemnajstih diplomskih nalogah na ljubljanski slovenistiki.